# Dumbravica

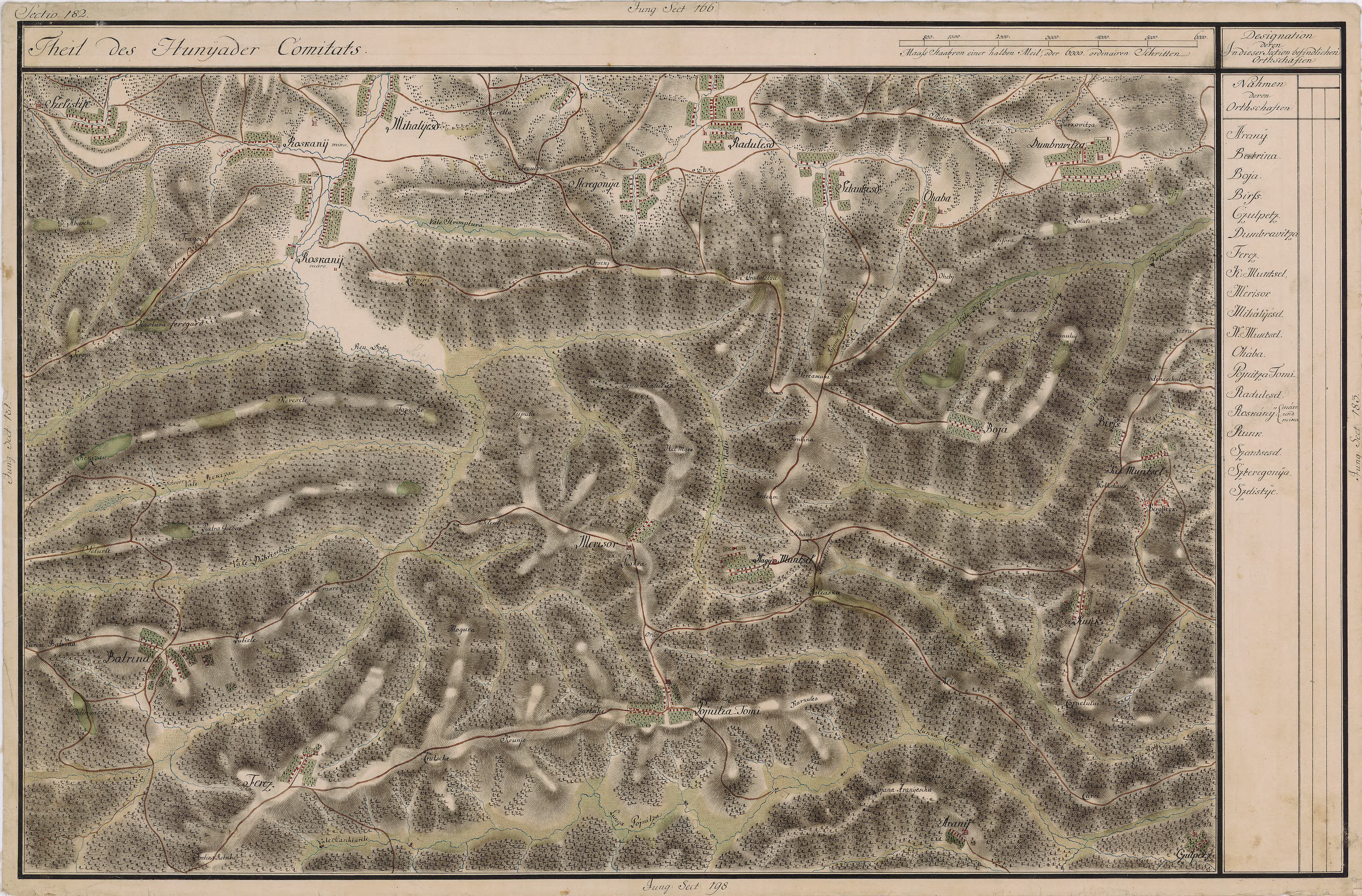
Dumbravica egy régi térképen

Dumbravica románul: Dumbrăvița, falu Romániában, Erdélyben, Hunyad megyében.

## Fekvése
Dévától nyugatra fekvő település.

## Története
Dumbravica, Dombravica nevét 1453-ban Dombrawycza néven említette először oklevél. Későbbi névváltozatai: 1733-ban Dombrovicza, 1750-ben Dumbrevicze, 1760–1762 között Dumbravitza, 1805-ben Dombrovicza, 1808-ban Dumbravicza, Bergdorf, Dumbrava, 1861-ben Dumbrávicz, 1888-ban Dumbravicza, 1913-ban Dumbravica.
1505-ben Déva vár tartozéka volt, ez évben kenézségét a zajkfalvi Zajk és Dombroviczai családok tagjai kapták meg. 1525-ben Dombraviczát II. Lajos király Felpestesi Bási György solymosi és lippai várnagynak adományozta.
A trianoni békeszerződés előtt Hunyad vármegye Marosillyei járásához tartozott. 1910-ben 342 lakosából 337 román volt, melyből 342 görögkeleti ortodox volt.

## Látnivalók
- 17. századi Szent Miklósnak szentelt ortodox fatemploma a romániai műemlékek jegyzékében a HD-II-m-A-03313 sorszámon szerepel.